# Liste du patrimoine culturel immatériel de l'humanité en Tunisie
Cet article recense les pratiques inscrites au patrimoine culturel immatériel en Tunisie.

## Statistiques
La Tunisie ratifie la convention pour la sauvegarde du patrimoine culturel immatériel le 24 juillet 2006. La première pratique protégée est inscrite en 2018.
En 2024, la Tunisie compte 9 éléments inscrits au patrimoine culturel immatériel, sur la liste représentative.

## Listes

### Liste représentative
Les éléments suivants sont inscrits sur la liste représentative du patrimoine culturel immatériel de l'humanité :
| Élément                                                                                      | Année | Lien  | Notes | Illustration                                    |
| -------------------------------------------------------------------------------------------- | ----- | ----- | --- | ----------------------------------------------- |
| Les savoir-faire liés à la poterie des femmes de Sejnane                                     | 2018  | 01406 | | Potières de Sejnane au café Saf Saf de La Marsa |
| Les connaissances, savoir-faire, traditions et pratiques associés au palmier dattier         | 2019  | 01509 | Partagé avec l'Arabie saoudite, Bahreïn, l'Égypte, les Émirats arabes unis, l'Irak, la Jordanie, le Koweït, le Maroc, la Mauritanie, Oman, la Palestine, le Soudan et le Yémen (et le Qatar dès 2022) | Agriculteur escaladant un palmier dattier       |
| Les savoirs, savoir-faire et pratiques liés à la production et à la consommation du couscous | 2020  | 01602 | Partagé avec l'Algérie, le Maroc et la Mauritanie | Préparation du couscous                         |
| La pêche à la charfiya aux îles Kerkennah                                                    | 2020  | 01566 | | Vue aérienne d'une charfia                      |
| La calligraphie arabe : connaissances, compétences et pratiques                              | 2021  | 01718 | Partagé avec l'Arabie saoudite, l'Algérie, Bahreïn, l'Égypte, les Émirats arabes unis, l'Irak, la Jordanie, le Koweït, le Liban, la Mauritanie, le Maroc, Oman, la Palestine, le Soudan et le Yémen   |                                                 |
| La harissa, savoirs, savoir-faire et pratiques culinaires et sociales                        | 2022  | 01710 | |                                                 |
| Les arts, savoir-faire et pratiques associés à la gravure sur métaux (or, argent et cuivre)  | 2023  | 01951 | Partagé avec l'Algérie, l'Arabie saoudite, l'Égypte, l'Irak, le Maroc, la Mauritanie, la Palestine, le Soudan et le Yémen                                                                             |                                                 |
| Le henné : rituels, esthétique et pratiques sociales                                         | 2024  | 02116 | Partagé avec l'Algérie, l'Arabie saoudite, Bahreïn, l'Égypte, les Émirats arabes unis, l'Irak, la Jordanie, le Koweït, le Maroc, la Mauritanie, Oman, la Palestine, le Qatar, le Soudan et le Yémen   |                                                 |
| Les arts du spectacle chez les ṭwāyef de Ghbonten                                            | 2024  | 01875 | |                                                 |

### Patrimoine immatériel nécessitant une sauvegarde urgente
La Tunisie ne compte aucun élément sur la liste du patrimoine immatériel nécessitant une sauvegarde urgente.

### Registre des meilleures pratiques de sauvegarde
La Tunisie ne compte aucune pratique listée au registre des meilleures pratiques de sauvegarde.